# Hopkie-Kolonia
Hopkie-Kolonia – kolonia w Polsce położona w województwie lubelskim, w powiecie tomaszowskim, w gminie Łaszczów.
W latach 1975–1998 miejscowość administracyjnie należała do województwa zamojskiego.
Kolonia wchodzi w skład sołectwa w Hopkie. Według Narodowego Spisu Powszechnego z roku 2011 kolonia liczyła 6o mieszkańców.